# اوزلم آراچ
اوزلم آراچ (انگلیسی: Özlem Araç؛ زادهٔ ۲۶ مهٔ ۱۹۸۹) بازیکن فوتبال اهل ترکیه است.